# Brauro

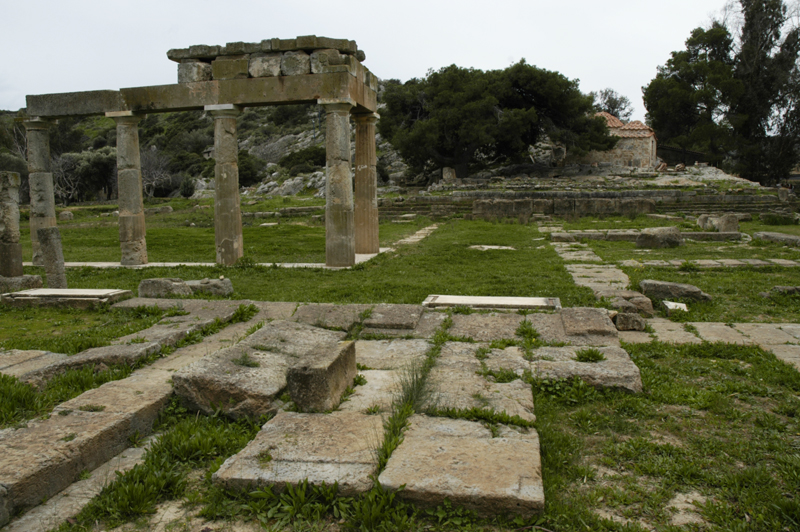
Ruínas de Brauro

O santuário de Artemisa em Brauro (em grego clássico: Βραυρών ou Βραυρώνα; romaniz.: Vravrona ou Vravronas) é um antigo local sagrado na costa leste da Ática, perto do Mar Egeu. A passagem foi assustada desde a antiguidade, empurrando a costa atual mais distante do local. Uma colina próxima, com 24 m de altura e 220 m ao sudeste, foi habitada durante a era do Neolítico, c. 2 000 a.C., e floresceu particularmente do Heládico Médio ao Micênico Inferior (2 000-1 600 a.C.) como um local fortificado (acrópole). A ocupação cessou no período heládico e a acrópole nunca foi reassentada significativamente após esse tempo. Esta lacuna na ocupação do site durou do século XIII ao VIII a.C. Brauro era um dos 12 estabelecimentos antigos da Ática antes do sinecismo (synoikismos) de Teseu, que os unificava com Atenas.